# Jesús de Machaca
Jesús de Machaca es una localidad y municipio de Bolivia, ubicado en la provincia de Ingavi del departamento de La Paz.
Se encuentra ubicado a 114 km de la ciudad de La Paz, capital del departamento, y se halla a 3.870 metros sobre el nivel del mar. Según el censo nacional de 2012, el municipio de Jesús de Machaca cuenta con una población de 14.950 habitantes.

## Historia
El 12 de marzo de 1921, comunarios de los ayllus de Jesús de Machaca se sublevaron contra el corregidor Lucio T. Estrada, a quien acusaban de cometer abusos sistemáticos. Durante la sublevación, murieron 16 personas, incluyendo al corregidor y miembros de su familia, y fueron incendiadas varias viviendas. En respuesta, el gobierno envió un escuadrón del regimiento Abaroa, que llevó a cabo una represión violenta contra la población indígena. Se estima que hasta 118 comunarios fueron ejecutados y sus bienes saqueados. El presidente de entonces, Bautista Saavedra, interpretó el levantamiento como un intento de restaurar el comunismo incaico, vinculándolo con tradiciones de resistencia indígena frente al orden colonial.

## Geografía
Jesús de Machaca se encuentra entre las cadenas montañosas de la Cordillera Oriental en el este y la Cordillera Central en el oeste en el árido clima andino del Altiplano. La región tiene un clima diurno distinto, con fluctuaciones diarias de temperatura mayores que las fluctuaciones estacionales medias.
La temperatura media media es de 7 °C , los valores mensuales fluctúan solo ligeramente entre 4 °C en junio/julio y casi 9 °C en noviembre/diciembre. La precipitación media anual es de unos 550 mm, la precipitación mensual oscila entre menos de 10 mm de mayo a julio y de 100 a 150 mm en enero y febrero.

## Ubicación
Jesús de Machaca se encuentra a 114 kilómetros por carretera al suroeste de La Paz, la capital departamental. Desde La Paz, la carretera pavimentada Ruta 2 conduce al oeste hasta El Alto, desde allí la Ruta 19 otros 23 kilómetros al suroeste hasta Viacha. Aquí se bifurca la Ruta 43 sin pavimentar en dirección suroeste, de la cual se bifurca luego de 43 kilómetros un camino vecinal en dirección oeste y llega a Jesús de Machaca luego de otros 24 kilómetros. Desde allí el camino continúa por Corpa hasta Desaguadero en la orilla sur del lago Titicaca.

## Demografía
De acuerdo con el censo boliviano de 2024, la población del municipio de Jesús de Machaca es de 16 957 habitantes.
La población del municipio creció en más de un tercio entre 1992 y 2024:
| Año  | Habitantes (municipio) | Fuente |
| ---- | ---------------------- | ------ |
| 1992 | 12.687                 | Censo  |
| 2001 | 13.247                 | Censo  |
| 2012 | 14.950                 | Censo  |
| 2024 | 16.957                 | Censo  |

## Transporte
Jesús de Machaca se ubica a 114 kilómetros por carretera al suroeste de La Paz, sede de gobierno de Bolivia.
Desde La Paz, la carretera nacional pavimentada Ruta 2 conduce al oeste hasta El Alto, desde allí la Ruta 19 continúa otros 23 km al suroeste hasta Viacha. Aquí se desvía la Ruta 43 sin pavimentar en dirección suroeste, de donde a 43 km se desvía un camino vecinal en dirección oeste y tras 24 km se llega a Jesús de Machaca. Desde allí el camino continúa vía Corpa hasta Desaguadero en la orilla sur del lago Titicaca.

## Educación

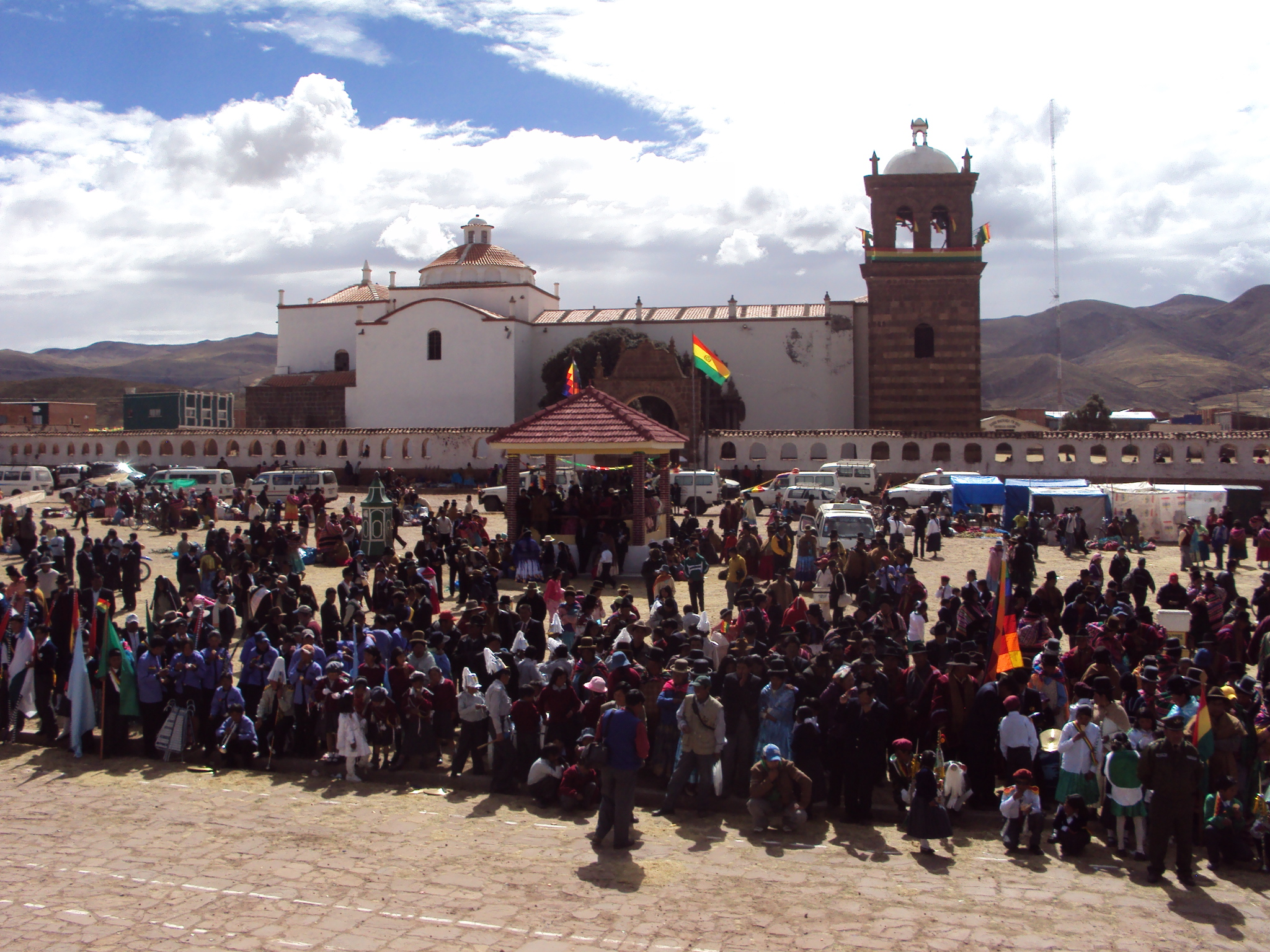
Plaza principal de Jesús de Machaca

En el municipio están localizadas las unidades educativas de nivel secundaria comunitaria productiva Chama, Santo Domingo, Sullkatiti Arriba, Franz Tamayo, Jose Carrasco, Cuipa España, Oscar Unzaga de la Vega, Neptal Viris, Landini y Holanda, instituciones educativas de donde egresan cientos de bachilleres cada año. Las unidades educativas del municipio de Jesús de Machaca desde la implementación de los Juegos Plurinacionales Estudiantiles participaron de forma consecutiva e institucional logrando resultados muy destacados como su clasificación de la etapa de circunscripción participando con resultados honrosos en el nivel departamental. Estos resultados los alcanzó la Unidad Educativa Franz Tamayo de la localidad de Sullakatiti Qhunqhu.

## Patrimonio arquitectónico
La iglesia colonial de Jesús de Machaca, construida en el siglo XVIII, fue declarada como monumento nacional en 1967.  